# Похитители бриллиантов
«Похити́тели бриллиа́нтов» (фр. Les voleurs de diamants) — приключенческий роман французского писателя Луи Буссенара, написанный в 1883 году.
Роман представляет  ценность своими весьма подробными и достоверными описаниями дикой африканской природы, колоритными бытовыми сценками из жизни рабочих бриллиантовых приисков, белых поселенцев и местных племён.

## Сюжет
Альбер де Вильрож и его молочный брат Жозеф отправляются в Южную Африку на поиски клада, где Альбер находит своего друга  Александра Шони, занимающегося на прииске добычей алмазов без особого успеха. Альберу от тестя досталась карта, которая должна привести к сокровищам кафрских королей. Давние враги Альбера де Вильрожа — три брата-бура, занимающиеся грабежом — в сговоре с подставным миссионером, а потом и с грозой всех добытчиков алмазов разбойником Сэмом Смитом, как две капли похожим на Александра Шони, всячески пытаются завладеть картой и сокровищами, подставляя и преследуя главных героев. Преодолев немало опасностей, отважные французы вместе со своими туземными проводниками — охотником-бушменом, кафром Зугой и зулусом Магопо — выходят победителями в схватке с преступниками, обнаружив затерянный клад, спасают два местных племени от кровопролитной войны и женщин из цепких лап врагов.
Особого внимания заслуживают сцены охоты, в которых можно ознакомиться с флорой и фауной Южной Африки. Самая разнообразная в этом плане — охота «хопо»:
Представьте себе два частокола вышиной в два метра. Колья перевязаны лианами и крепко сидят в земле. Каждый такой частокол имеет от трех до четырех километров в длину и ни малейшей щели. Они поставлены в долине и почти сходятся под острым углом, в форме колоссальной латинской цифры V. Расстояние между свободными концами равно длине одной из сторон угла. Эти стороны, однако, но сходятся и угла не образуют. Метрах в семи — десяти от точки, где могло бы произойти скрещение, они начинают идти параллельно, на расстоянии метров двадцати один от другого. Так образуется коридор. Он заканчивается ямой, имеющей примерно двадцать квадратных метров по поверхности и четыре метра в глубину. На краях ямы, с той стороны, откуда звери должны появиться, и на противоположной стороне, там, куда они попытаются бежать, лежат поваленные деревья, так что всякая попытка к бегству становится невозможной. Яму прикрывает легкий настил из прутьев, замаскированный травой и листьями, и в нее неизбежно сваливается каждое животное, которое попадает между частоколами.

Загонщики собираются в наивозможно большем числе и уходят далеко, за пять-шесть километров. Там они образуют огромный полукруг и медленно направляются к открытому основанию цифры V. При этом они исступленно кричат. Дичь, смертельно напуганная их голосами и шумом, который они производят, беспрерывно ударяя копьями по щитам, не пытается прорваться сквозь их ряды, а бежит от них. Она бежит стремглав в сторону хопо и попадает между частоколами. Иногда, заметив, что стенки начинают сближаться, зверь пытается повернуть обратно, но поздно. Поблизости, в засаде, сидят охотники. Они появляются внезапно, как дьяволы, потрясают копьями, бьют животных не глядя, а те, имея перед собой только одну дорогу, мчатся в узкий проход и падают в яму. Они валятся одно на другое, покуда вся яма не заполняется трепещущей массой, по которой скачут последние из оставшихся в живых.
В этой, а также в других главах романа можно встретить следующих животных: рябчик, квагга, стенбок, дукер, гемсбок, канны, большой куду, малый куду, спрингбок, блюбок, наконг, сассаби, буйвол, грисбок, редунок, гну, бушбок, черная антилопа, личи, импала, косулья антилопа, лев, жираф, крокодил, белый носорог, африканский слон.     
В одной из сцен женщина-бушменка вытаскивает внутренности из зеленой гусеницы нгуа и, скатав их в шарик, обмазывает им наконечники стрел. Луи Буссенар пишет, что яд этой гусеницы смертелен. Других упоминаний этой гусеницы найти не удалось, зато существует похожая гусеница бабочек рода Lonomia семейства павлиноглазок, встречающегося в странах Южной Америки, которая уносит жизни нескольких людей ежегодно.

## Издания
- Луи Буссенар. Похитители бриллиантов / Пер. с франц. В. Г. Финка. — М.: Детгиз, 1957. — 519 с. — (Библиотека приключений). — 300 000 экз.
  - Луи Буссенар. Похитители бриллиантов / Пер. с франц. В. Г. Финка. — СПб.: Азбука. — 736 с. — (Больше чем книга). — ISBN 978-5-389-15420-9.